# Terra Naomi
Terra Naomi (Saratoga Springs, 23 de junio de 1979) es una artista independiente estadounidense de música Pop/Rock/Alternativa/Indie, que se lanzó a la fama con la publicación de su tema "Say It's Possible" en YouTube. Es originaria del estado de Nueva York, pero actualmente residente en Los Ángeles, California, y también ha vivido un tiempo en Londres. Escribe y canta sus propias canciones, acompañadas de guitarra o piano.

## Biografía
Terra Naomi nació en Saratoga Springs, Nueva York. Durante sus primeros años fue criada en una granja. Posteriormente su familia se mudó a Cleveland, Ohio, donde vivieron durante seis años, hasta que finalmente se asentaron en Nueva York. Su padre es cirujano plástico y su madre es trabajadora social. Terra tiene dos hermanos, uno mayor y otro menor.

## Trayectoria profesional

### La era Youtube
Se dio a conocer internacionalmente al subir sus propias grabaciones en su videoblog en la web YouTube, donde aparecía cantando sus composiciones. Con su canción Say It's Possible ganaría el premio a la mejor actuación musical de los YouTube Video Awards de 2006.

### Under the Influence
Entró de lleno en el negocio de la música comercial en el otoño de 2006 cuando firmó un contrato publicitario con Universal Music Group aconsejada de su mejor amigo Peewelf González. Poco después, en diciembre de ese mismo año, firmó con la discográfica Island Records, donde comenzaría a trabajar en su álbum de debut. Tras meses de grabación se publica en junio del 2007 el video oficial de "Say It's Possible", que recoge los mensajes de cientos de personas alrededor del mundo expresando sus deseos y sueños. El sencillo alcanzó un rápido éxito, consiguiendo buenas ventas en iTunes y agotando la publicación del vinilo de 7 pulgadas nada más su puesta en venta. 
La actuación semanas después de Terra Naomi en la serie de conciertos mundiales Live Earth dio más promoción al tema. Su participación en este vento fue en parte gracias al político y activista Al Gore, a quien Terra Naomi explicó en un evento el mensaje de su canción "Say It's Possible". Así de este modo Terra Naomi fue invitada al concierto Live Earth de Londres celebrado en el Estadio de Wembley, tocando ante más de 50.000 personas.
En agosto del 2007, se anuncia la publicación de un nuevo sencillo, "Not Sorry", el cual estuvo disponible en varios formatos, como maxisencillo y en vinilo de 7 pulgadas. Fue acompañado días después por la puesta a la venta del álbum "Under the Influence", el 17 de septiembre, y la publicación de un segundo video musical.
El álbum producido por Paul Fox y con todos los temas escritos por Terra Naomi representa un trabajo que reúne las mejores canciones de la cantante. Lo temas presentes en este disco son los siguientes:
1. Say It's Possible
2. Not Sorry
3. Up Here
4. I'm Happy
5. Never Quite Discussed
6. Flesh For Bones
7. Close to Your Head
8. Jenny
9. Million Ways
10. New Song
11. Something Good to Show You.
  - The Vicoding Song (Canción oculta)

En 2011 participó en la banda de sonido de la película Faces in the Crowd (protagonizada por Milla Jovovich), cantando el tema 1000 Faces.

## Enlace de interés
- Sitio web oficial en español
- Terra Naomi en Instagram
- Blog personal de Terra Naomi

- Datos: Q272225
- Multimedia: Terra Naomi / Q272225